# Honerath (Bad Münstereifel)
Honerath ist ein Stadtteil von Bad Münstereifel im Kreis Euskirchen, Nordrhein-Westfalen und gehört zur Dörfergemeinschaft und ehemals eigenständigen Gemeinde Mutscheid.

## Lage
Der Ort liegt südöstlich der Kernstadt von Bad Münstereifel. Am nördlichen und östlichen Ortsrand verläuft die Landesstraße 165. 

## Geschichte
Honerath gehörte zur eigenständigen Gemeinde Mutscheid, bis diese am 1. Juli 1969 nach Bad Münstereifel eingemeindet wurde.

## Kapelle der Vierzehn Nothelfer

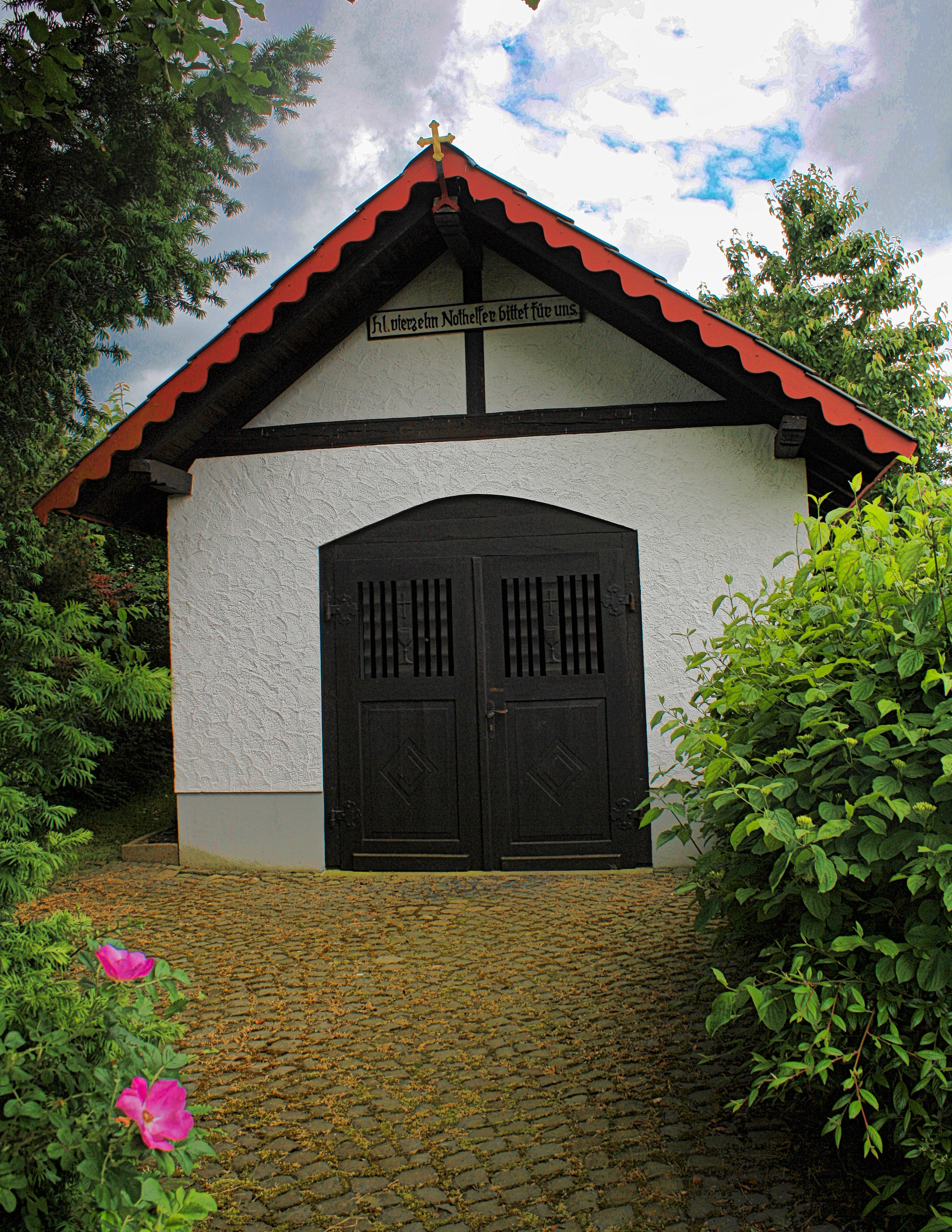
Kapelle der Vierzehn Nothelfer bei Honerath

Der Bau der Kapelle begann im Jahr 1922 in unmittelbarer Nähe des sogenannten Hohnbaums, einer mächtigen Buche kurz vor dem Ortseingang aus Richtung Nitterscheid. Trotz einiger Stützmaßnahmen fiel dieser Baum einem Sturm zum Opfer und existiert heute nicht mehr. Die Kapelle wurde den Vierzehn Nothelfern geweiht und beherbergt kunstvolle Holzfiguren der Heiligen, die von Wilfried Beitz aus Nitterscheid gefertigt wurden.

## Infrastruktur und Verkehr
Die Grundschulkinder werden zur katholischen Grundschule St. Helena nach Mutscheid gebracht.
In der Verdistraße und in der Brahmstraße stehen dreiflügelige Fachwerk-Hofanlagen aus dem 17. und 18. Jahrhundert, die unter Denkmalschutz stehen.
Die VRS-Buslinie 822 der RVK verbindet den Ort mit Bad Münstereifel und weiteren Nachbarorten, ausschließlich als TaxiBusPlus im Bedarfsverkehr.
| Linie | Verlauf |
| ----- | --- |
| 822   | MiKE (außer im Schülerverkehr): (Bad Münstereifel Gewerbegeb./Ärzteh. →/ Rathaus ←) Bad Münstereifel Bf – Eifelbad – Eicherscheid – Langscheid / Vollmert – Schönau – (Mahlberg ←) Wasserscheide – Esch – Honerath – Berresheim – Hardtbrücke – Ellesheim – Mutscheid – Nitterscheid – Sasserath – Hilterscheid – Ohlerath (– Rupperath / Wershofen) |